# فروغويرز

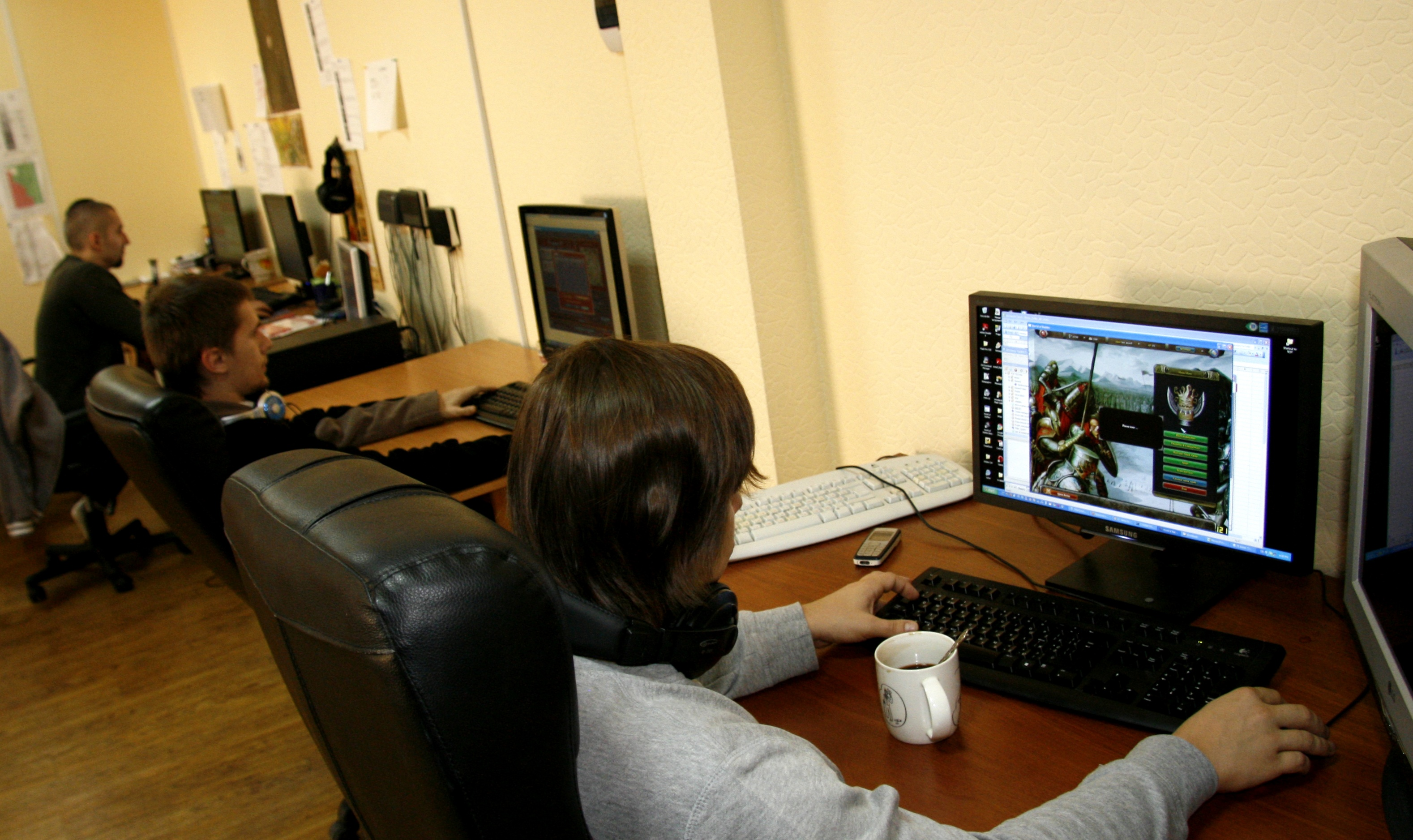
موظفون أثناء تصميم اللعبة في شركة فروغويرز.

فروغويرز (بالإنجليزية: Frogwares)‏، هي شركة مطورة لألعاب فيديو أوكرانية مستقلة، تأسست عام 2000 في كييف، أنتجت عدة ألعاب، ومن بينها لعبة ذا سنكنغ سيتي.